# Miliou
Miliou (griechisch Μηλιού) ist eine Gemeinde im Bezirk Paphos in der Republik Zypern. Bei der Volkszählung im Jahr 2021 hatte sie 58 Einwohner.

## Name
Der Ortsname ist botanisch und ist eine Verkleinerungsform von Apfelbaum (Miliou = „kleiner Apfelbaum“).

## Lage und Umgebung

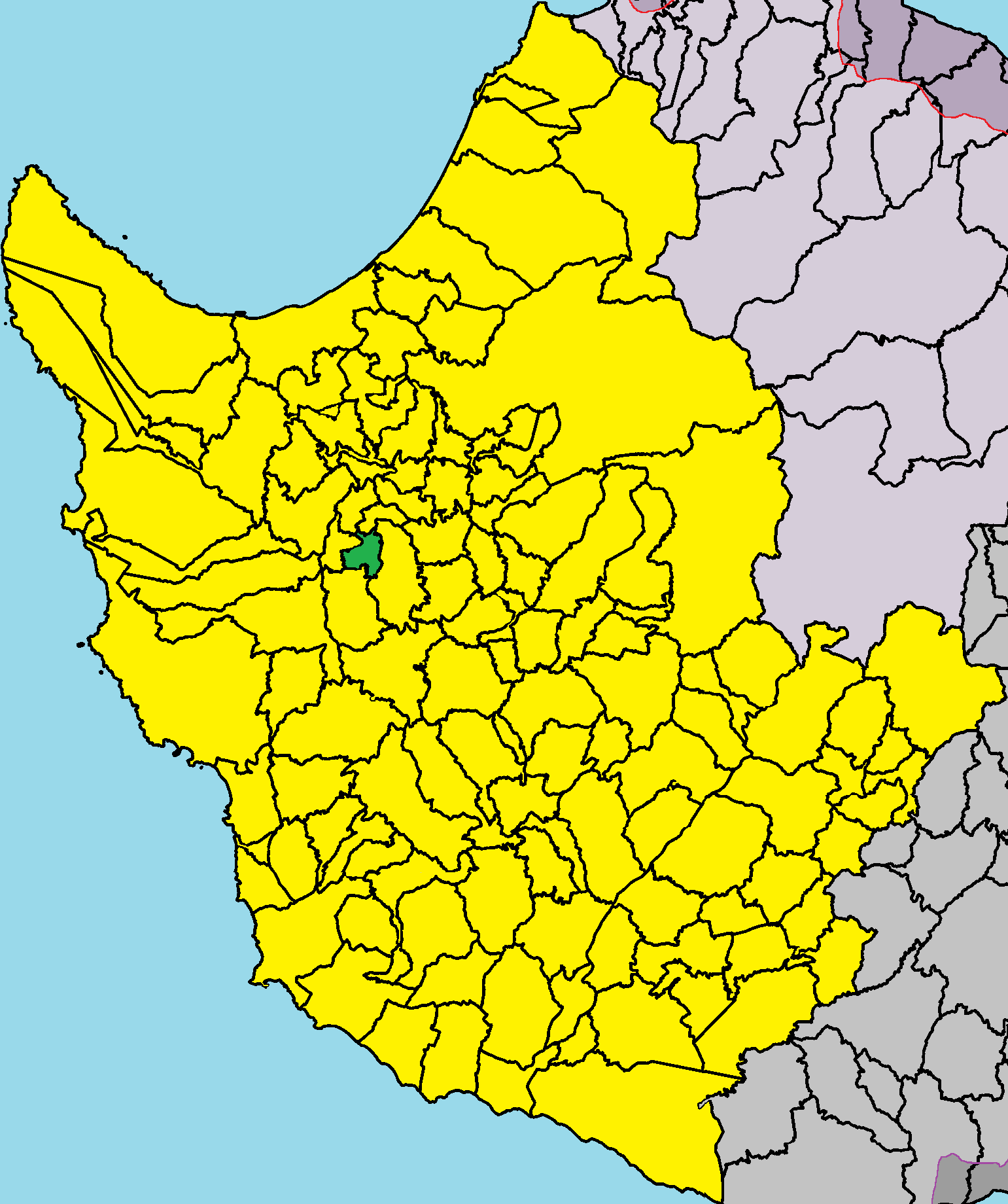
Lage im Bezirk Paphos

Miliou liegt im Westen der Mittelmeerinsel Zypern auf einer Höhe von etwa 240 Metern, etwa 25 Kilometer nördlich von Paphos, 90 Kilometer nordwestlich von Limassol und 170 Kilometer südwestlich von Nikosia. Das 2,49701 Quadratkilometer große Dorf grenzt im Norden an Loukrounou, im Osten an Giolou, im Süden an Theletra und im Westen an Pano Akourdalia und Kato Akourdalia. Das Dorf kann über die Straße B7 erreicht werden.
Die durchschnittliche jährliche Niederschlagsmenge beträgt etwa 630 Millimeter. In der Umgebung werden Weinreben, Zitrusfrüchte, Mandeln, Johannisbrot und Bohnen sowie einige Äpfel, Getreide und Heilpflanzen angebaut. Geologisch betrachtet wird das Gemeindegebiet von den Ablagerungen der Athalassa-Formation (Kalksandsteine und Sande), den Ablagerungen der Pachnas-Formation (wechselnde Schichten aus Kreiden, Mergeln und Sandsteinen) und den Ablagerungen der Nikosia-Formation (Kalksandsteine, Geröll und Sandsteinmergel) dominiert.

## Geschichte
In der Gegend von Miliou gibt es Hinweise darauf, dass es eine archäologische Stätte gibt, also dass sie auch in der Antike bewohnt war. In mittelalterlichen Quellen wird es nicht erwähnt und wurde möglicherweise später, während der Zeit der türkischen Besatzung, gegründet.
Vor der britischen Besetzung gab es in Miliou eine Schule. Der erste Lehrer war Hadjicharalambos Repanos aus Kathikas, der von 1845 bis zu seinem Tod 1894 unterrichtete. Anschließend unterrichtete Hadjikonstantinos aus Giolou.

### Bevölkerungsentwicklung
Die folgende Tabelle zeigt die Bevölkerung des Dorfes, wie sie in den in Zypern durchgeführten Volkszählungen erfasst wurde.
| Jahr      | 1881 | 1891 | 1901 | 1911 | 1921 | 1931 | 1946 | 1960 | 1976 | 1982 | 1992 | 2001 | 2011 | 2021 |
| Einwohner | 112  | 137  | 140  | 109  | 130  | 141  | 118  | 111  | 95   | 78   | 65   | 81   | 89   | 58   |